# Bokor Sándor
Bokor Sándor (Brassó, 1915. július 15. – ismeretlen helyen, 1972 júniusában) erdélyi magyar katolikus pap, vértanú.

## Élete
Gyermekkorában családja Zabolára költözött. A katolikus gimnáziumot Kézdivásárhelyen végezte 1926–1931 között, majd Csíkszeredában 1931–1933 között. A teológiai tanulmányait Gyulafehérváron végezte  1933–1938 között. Pappá szentelését követően Gyergyóremetén, Lemhényben, Csatószegen és Marosvásárhelyen volt káplán. 1945-ben Nagyágon, majd eltűnéséig Erzsébetbányán volt káplán. 
1972. június 12.-én volt a bérmálás Erzsébetbányán, ahová Márton Áron püspököt  várták a szentség kiszolgáltatására. Bokor Sándor eltűnése összefüggésbe hozható ezzel az eseménnyel, ugyanis nem volt hajlandó engedélyezni, hogy egyik bérmálkozó bérmaapja egy olyan ember legyen, aki a Securitate egyik helyi besúgója volt, és az egyház ellen ténykedett. Emiatt június első napjaiban Bokor Sándort behívatták  a nagybányai rendőrségre, és ezt követően eltűnt. Testét 1972. június 13-án a Duna-delta a chiliai-ágából, szovjet területen halászták ki. A holttestet helikopterrel szállították Kolozsvárra, ahol eltemették. Senki nem tekinthette meg. Bokor Sándor halálának tényét az akkori állami hatóságok 1972. november 4-én jelentették be az erzsébetbányai plébánián, ahol néhány ruhadarabját és személyes tárgyát is átadták a plébánia egyik alkalmazottjának. 
A tíz erdélyi vértanú ügyének posztulátora jelenleg vizsgálatokat folytat a tények felderítése érdekében. 